# أيام الوهم
أيام الوهم هو فيلم مغربي من إخراج طلال السلهامي سنة 2010، وبطولة كل من عمر لطفي، كريم السعيدي، ومريم الراوي، وآخرين.

## الممثلون والشخصيات
- عمر لطفي (بدور: سمير)
- كريم السعيدي (بدور: هشام)
- مريم الراوي (بدور: آسية)
- عصام بوعلي (بدور: سعيد)
- شوقي العوفير (بدور: مصطفى)
- مصطفى الهواري (بدور: جمال)
- محمد الشوبي (بدور: الرجل بالبذلة السوداء)
- إريك سافين (بدور: ألكسندر جيرمان)

## القصة
يحكي الفيلم قصة خمسة أشخاص ذوي تخصصات مختلفة يتنافسون للظفر بفرصة عمل في إحدى أكبر الشركات العالمية التي استقرت أخيراً بالمغرب. وبعد مقابلة مع الرئيس المدير العام للشركة، يجد المرشحون أنفسهم وسط أرض خالية في منطقة جبلية.
ومع تسارع الأحداث تظهر على السطح قيم إنسانية دفينة، أحياناً تتسم بالإيجابية مثل الإيثار والوفاء للزوجة، وأخرى سلبية مثل الأنانية والكراهية والتجسس، وفي كل مرة تتعقد المشكلة في الحصول على حل للورطة، يقحم المخرج شخصية عائلية تأتي من بعيد لتساعد وتعطي الحل الذي يكون عنيفاً في كل مرة.

## ردود الفعل
عبّر عدد من النقاد عن ارتياحهم للفيلم المغربي، ورأوا فيه قفزة نوعية في السينما المغربية لاسيما أنه كان خالياً من اللقطات الجنسية الصادمة المتعارضة مع القيم المحافظة للمجتمع، والتي سادت أغلب الأفلام المتبارية، على الرغم من أن البعض انتقد تخلله كلمات ساقطة ومحاولة الأبطال التحدث بأكثر من لغة عربية دارجة وفرنسية وأحياناً بالإنجليزية.
وقد شارك الفيلم في اليوم الخامس من المهرجان الدولي للفيلم بمراكش في دورته العاشرة سنة 2010.

## روابط خارجية
- الفيلم على موقع allocine.fr
- الفيلم على موقع africultures.com